# 马贾拉皮帕尔埃哈特马利
马贾拉皮帕尔埃哈特马利（Majhara Pipar Ehatmali），是印度北方邦Unnao县的一个城镇。总人口16808（2001年）。

## 人口
该地2001年总人口16808人，其中男性9092人，女性7716人；0—6岁人口2406人，其中男1304人，女1102人；识字率63.10%，其中男性为67.47%，女性为57.96%。